# (120348) 2004 TY364
(120348) 2004 TY364 — транснептуновый объект, расположенный в поясе Койпера. Он был обнаружен группой Майкла Брауна 3 октября 2004 года в Паломарской обсерватории.
Так как объект имеет абсолютную звёздную величину 4,5, он может рассматриваться как кандидат в карликовые планеты.
В настоящее время объект находится на расстоянии 39,5 а. е. от Солнца.